# Oh, vilket bröllop!
Oh, vilket bröllop! (originaltitel: A Wedding) är en amerikansk komedifilm från 1978 i regi av Robert Altman. Medverkar gör bland andra Desi Arnaz, Jr., Carol Burnett, Paul Dooley, Vittorio Gassman, Mia Farrow, Lillian Gish, Geraldine Chaplin, Howard Duff, Nina van Pallandt, Amy Stryker och Pat McCormick.

## Medverkande
- Carol Burnett – Katherine "Tulip" Brenner
- Paul Dooley – Liam "Snooks" Brenner
- Amy Stryker – Muffin Brenner
- Mia Farrow – Elizabeth "Buffy" Brenner
- Dennis Christopher – Hughie Brenner
- Gerald Busby – Rev. David Ruteledge
- Peggy Ann Garner – Candice Ruteledge
- Mark Deming – Matthew Ruteledge
- Lesley Rogers – Rosie Bean
- Tim Thomerson – Russell Bean
- Marta Heflin – Shelby Munker
- Mary Seibel – Aunt Marge Spar
- Margaret Ladd – Ruby Spar
- Lillian Gish – Nettie Sloan
- Nina van Pallandt – Regina Sloan Corelli
- Vittorio Gassman – Luigi Corelli
- Desi Arnaz Jr. – Dino Sloan Corelli
- Belita Moreno – Daphne Corelli
- Luigi (Gigi) Proietti – Dino Corelli I (Luigis bror)
- Virginia Vestoff – Clarice Sloan
- Dina Merrill – Antoinette "Toni" Sloan Goddard
- Pat McCormick – Mackenzie "Mack" Goddard
- Ruth Nelson – Aunt Beatrice Sloan Cory
- Ann Ryerson – Victoria Cory
- Cedric Scott – Randolph
- Craig Richard Nelson – Capt. Reedley Roots
- Jeff Perry – Bunky LeMay
- Howard Duff – Dr. Jules Meecham
- Beverly Ross – Nurse Janet Schulman
- Geraldine Chaplin – Rita Billingsley
- Viveca Lindfors – Ingrid Hellstrom
- John Cromwell – Bishop Martin
- Lauren Hutton – Florence Farmer
- Allan F. Nicholls – Jake Jacobs
- John Considine – Jeff Kuykendall
- Dennis Franz – Koons
- Pam Dawber – Tracy Farrell
- Gavan O'Herlihy – Wilson Briggs
- Robert Fortier – Jim Habor
- Bert Remsen – William Williamson
- Jeffrey Jones – Gäst (okrediterad)